# Come pecore in mezzo ai lupi
Pour plus de détails, voir Fiche technique et Distribution.
Come pecore in mezzo ai lupi est un film policier italien réalisé par Lyda Patitucci et sorti en 2023.

## Synopsis
Stefania est une policière qui a infiltré un gang de criminels serbes particulièrement sanguinaires. Sous le nom de Vera, elle a gagné au fil du temps la confiance du gang, à qui elle fournit des contacts et du matériel en Italie, forts de sa connaissance du serbe.
Bruno, qui voit un braquage échouer à cause de son trop impétueux camarade Gaetano, a de graves problèmes financiers et une petite fille qui, cependant, après s'être séparée de la compagnie de Janine, a été confiée à la garde de cette dernière, car il a déjà fait l'objet de plusieurs condamnations.
Les Serbes préparent un braquage sur un fourgon de transport de fonds et contactent Gaetano, qui se joint au groupe, entraînant avec lui Bruno, soucieux de faire un dernier bon coup avant de prendre sa retraite et de récupérer d'une manière ou d'une autre sa fille Marta, otage d'une mère immature et droguée.
Lors de la réunion de préparation du cambriolage, Stefania et Bruno se reconnaissent mais ne le laissent pas voir aux autres. Ils sont frères et sœurs. Stefania, beaucoup plus âgée, supplie Bruno de sortir d'une liaison trop dangereuse et le couvre dans ses rapports de police. En toile de fond, une enfance compliquée par la mort prématurée de leur mère Vera, et une distance de l'un et l'autre vis-à-vis de leur père, sorte de saint homme d'une secte chrétienne.
Bruno ne parvient pas à s'extraire du gang et lorsque, au cours de l'opération compliquée de remise des armes, négociée par Vera/Stefania, les Serbes sentent la présence de la police et échappent effectivement à la capture, le garçon est soupçonné d'être la taupe et est tué. La sœur se voit alors confier la tâche de faire disparaître le cadavre dans un canal.
Par la suite, elle se voit opposer une fin de non-recevoir par la police qui lui reproche le silence de Bruno. Stefania se retrouve seule, mais sa couverture n'a pas été détruite. Elle réalise donc le vol de la voiture blindée, avec les autres, qui sont finalement arrêtés grâce à sa contribution.
Selon la volonté de son frère, elle se rend ensuite chez sa nièce Marta pour l'emmener avec elle. Pour toutes les deux, ce sera le début d'une nouvelle vie.

## Fiche technique
- Titre original : Come pecore in mezzo ai lupi[1] (litt. « Comme des moutons parmi les loups »)
- Réalisateur : Lyda Patitucci
- Scénario : Filippo Gravino (it)
- Photographie : Giuseppe Maio
- Montage : Giuseppe Trepiccione
- Musique : Ginevra Nervi
- Décors : Sonia Peng
- Production : Paolo Lucarini, Enrico Cerabino, Matteo Rovere
- Sociétés de production : Groenlandia (it), Rai Cinema
- Pays de production :  Italie
- Langue originale : italien
- Format : couleurs - 2,39:1
- Durée : 106 minutes
- Genre : film policier, thriller
- Dates de sortie :
  - Pays-Bas : 29 janvier 2023 (Festival du film de Rotterdam)
  - Italie : 13 juillet 2023 (sortie en salles) ; 26 octobre 2023 (vidéo à la demande)

## Distribution
- Isabella Ragonese : Stefania / Vera
- Andrea Arcangeli (it) : Bruno
- Carolina Michelangeli : Marta
- Gennaro Di Colandrea : Gaetano
- Aleksandar Gavranic : Goran
- Alan Katić : Dragan
- Miloš Timotijević : Milorad
- Clara Ponsot : Janine
- Gabriele Portoghese : Di Franco
- Imma Villa : Ester
- Tommaso Ragno : Sante
- Massimiliano Pazzaglia : pompier

## Production
Le film a été tourné à Rome, et a compté parmi ses lieux de tournage le quartier de l'EUR, le Villaggio Olimpico et la région du fleuve Aniene. Pour jouer son rôle, Andrea Arcangeli (it) a dû perdre 15 kilos.